# Magylet
Magylet är en sjö i Olofströms kommun i Blekinge och ingår i Mörrumsån-Skräbeåns kustområde. Sjöns area är 0,04 kvadratkilometer och den befinner sig 51,9 meter över havet.